# 普里阿摩斯 (明尼蘇達州)
普里阿摩斯（英語：Priam）是位於美國明尼蘇達州坎迪約希縣聖約翰斯鎮區的一個非建制地區。

## 地理
普里阿摩斯所處的海拔為高於海平面338米（即1109英呎），而該地所採用的時區為UTC-6，即北美中部時區（CST）。同時該地設有夏令時間，為UTC-6調快一小時，即UTC-5（CDT）。